# Besso
Besso är en bergstopp i Schweiz.   Den ligger i distriktet Sierre och kantonen Valais, i den södra delen av landet, 100 km söder om huvudstaden Bern. Toppen på Besso är 3 668 meter över havet, eller 180 meter över den omgivande terrängen. Bredden vid basen är 0,53 km.
Terrängen runt Besso är huvudsakligen mycket bergig. Närmaste större samhälle är Zermatt, 9,4 km sydost om Besso. 
Trakten runt Besso består i huvudsak av gräsmarker. Runt Besso är det ganska glesbefolkat, med 27 invånare per kvadratkilometer.